# Tripterygion tripteronotum
Tripterygion tripteronotum är en fiskart som först beskrevs av Antoine Risso, 1810.  Tripterygion tripteronotum ingår i släktet Tripterygion och familjen Tripterygiidae. IUCN kategoriserar arten globalt som livskraftig. Inga underarter finns listade i Catalogue of Life.